# Thandi Klaasen
Thandi Klaasen, geboren als Thandi Mpambane (1930/1931 – 15 januari 2017) was een jazzzangeres uit Sophiatown bij Johannesburg in de Zuid-Afrikaanse provincie Gauteng. Ze was de moeder van zangeres Lorraine Klaasen.

## Biografie
Thandi Mpambane was de dochter van een schoenmaker en een huishoudelijke hulp en groeide op in Sophiatown, in het westen van Johannesburg. Nadat een jazzgroep op haar school had opgetreden, wilde ze zangeres worden. Ze zong in kerken en richtte de zanggroep The Squad Sisters op. Toen ze een tiener was, werd ze het slachtoffer van een zuuraanval, waarbij haar gezicht verminkt werd. Ze lag bijna een jaar in het ziekenhuis. Ze begon haar loopbaan als zangeres en danseres in het midden van de jaren vijftig. Ze trad op met Dolly Rathebe, Miriam Makeba, Dorothy Masuka en (in het buitenland) Roberta Flack en Patti Labelle. In 1961 ging ze naar Londen om in de musical King Kong te werken. Bij het huwelijksfeest van Nelson Mandela en Graça Machel in 1998 was ze een van de belangrijkste artiesten.
In het drietalige liedje Awuwa (Dansen) uit 1993 zingen Johannes Kerkorrel en Stef Bos afwisselend in het Afrikaans en het Nederlands, met een intro en intermezzo's in het Xhosa van Thandi Klaasen.
Thandi Klaasen overleed op 86-jarige leeftijd aan de gevolgen van alvleesklierkanker.

## Prijzen
Klaasen ontving in 2006 de Orde van de Baobab (goud) voor haar verdiensten en bijdragen aan de muziek. In 2013 kregen Klaasen en vier andere vrouwelijke iconen van de Zuid-Afrikaanse jazz (Abigail Kubheka, Dorothy Masuka, Sathima Bea Benjamin en Sylvia Mdunyelwa) van de Standard Bank een 'lifetime achievement award'. Andere prijzen die ze kreeg waren een Woman of Distinction Award (in Canada, 1999) en een 'lifetime achievement award' tijdens de South African Music Awards van 2006.